# Condado de St. Joseph (Míchigan)
El condado de St. Joseph (en inglés: St. Joseph County), fundado en 1829 y con su nombre en honor al general "Mad Anthony" St. Joseph, es un condado del estado estadounidense de Míchigan. En el año 2000 tenía una población de 62.422 habitantes con una densidad de población de 48 personas por km². La sede del condado es Centreville.

## Geografía
Según la oficina del censo el condado tiene una superficie total de 1349 km² (520,8 mi²), de los que 1305 km² (503,9 mi²) son tierra y 44 km² (17,0 mi²) (3,34%) son agua.

### Condados adyacentes
- Condado de Kalamazoo - norte
- Condado de Branch - este
- Condado de Cass - oeste
- Condado de LaGrange - sur
- Condado de Elkhart - suroeste

### Principales carreteras y autopistas
- U.S. Autopista 12
- U.S. Autopista 131
- Carretera estatal 60
- Carretera estatal 66
- Carretera estatal 86
- Carretera estatal 103
- Carretera estatal 216

## Demografía
Según el censo del 2000 la renta per cápita media de los habitantes del condado era de 40.355 dólares y el ingreso medio de una familia era de 46.391 dólares. En el año 2000 los hombres tenían unos ingresos anuales 34.983 dólares frente a los 23.638 dólares que percibían las mujeres. El ingreso por habitante era de 18.247 dólares y alrededor de un 11,30% de la población estaba bajo el umbral de pobreza nacional.

## Lugares

### Ciudades
- Sturgis
- Three Rivers

### Villas
- Burr Oak
- Centreville
- Colon
- Constantine
- Mendon
- White Pigeon

### Comunidades sin incorporar
- Parkville

### Municipios
| - Municipio de Burr Oak - Municipio de Colon - Municipio de Constantine - Municipio de Fabius | - Municipio de Fawn River - Municipio de Florence - Municipio de Flowerfield - Municipio de Leonidas | - Municipio de Lockport - Municipio de Mendon - Municipio de Mottville - Municipio de Nottawa | - Municipio de Park - Municipio de Sherman - Municipio de Sturgis - Municipio de White Pigeon |